# Havasu Falls
Havasu Falls (deutsch: Havasu-Wasserfälle, Havasupai: Havasuw Hagjahgeevma) ist jetzt der dritte Wasserfall des Havasu Creeks – einem linken Seitenarm des Colorado Rivers im Bundesstaat Arizona der Vereinigten Staaten.

## Etymologie

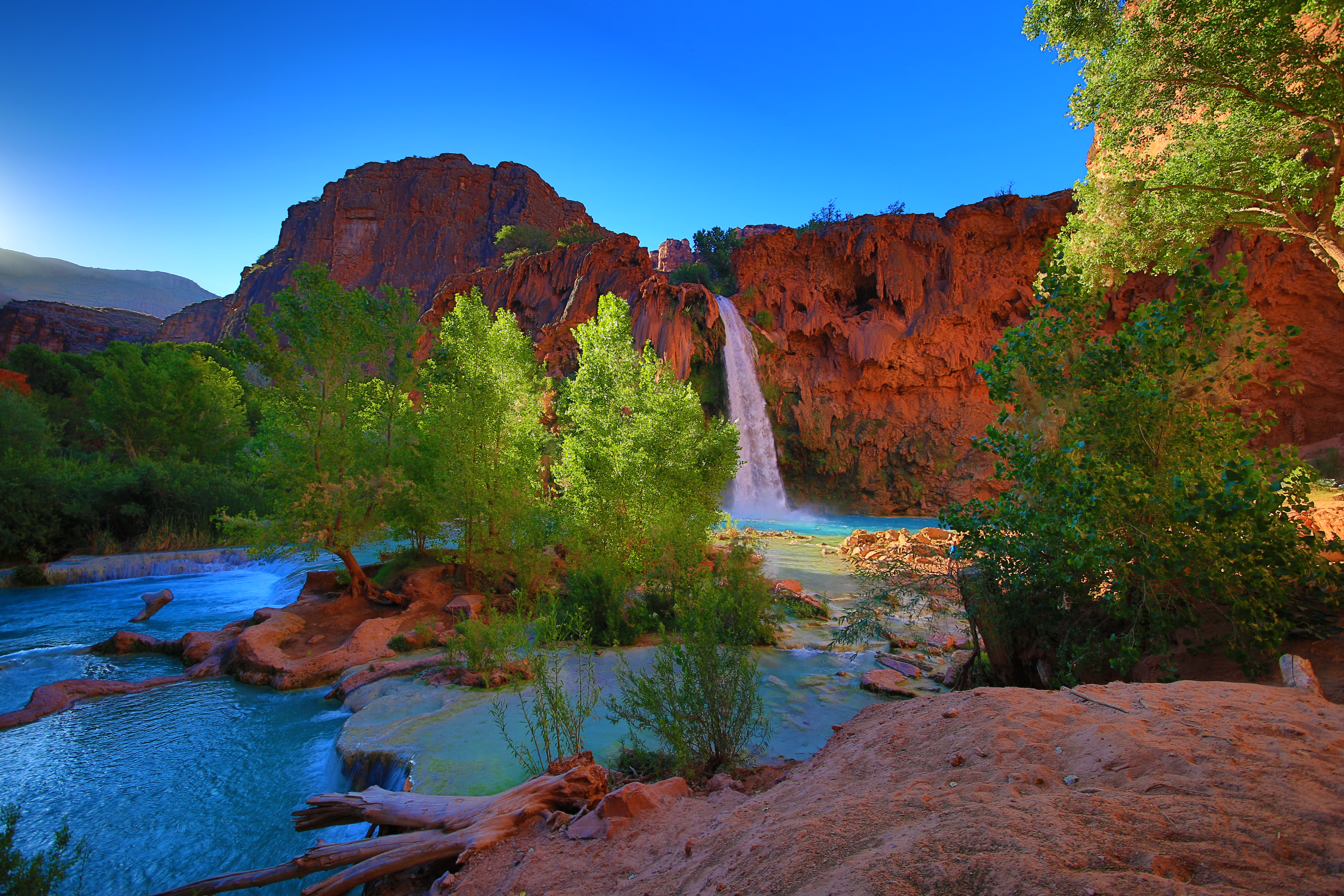
Die Havasu Falls im Sonnenaufgang.

Havasu oder Havasuw ist ein Wort aus der Sprache der Havasupai, eines im Grand Canyon, am Havasu Creek und auf dem südlich anschließenden Coconino-Plateau ansässigen Indianerstammes, der sprachlich, kulturell sowie geographisch zusammen mit den verwandten Hualapai (Walapai) und Yavapai zur Gruppe der Hochland-Yuma (Upland Yuma oder Nördliche Pai) im Nordwesten, Südwesten und westlichen Zentral-Arizona zählt.
Ha hat die Bedeutung Wasser, vasu oder vasuw bezeichnet die Farbe Blaugrün oder Türkis. Havasu kann somit als blaugrünes Wasser übersetzt werden – in Anspielung auf den durch den hohen Kalkgehalt erzeugten Farbton des Wassers, der durch das rote anstehende Gestein gerade bei Sonnenschein noch verstärkt wird.

## Lage

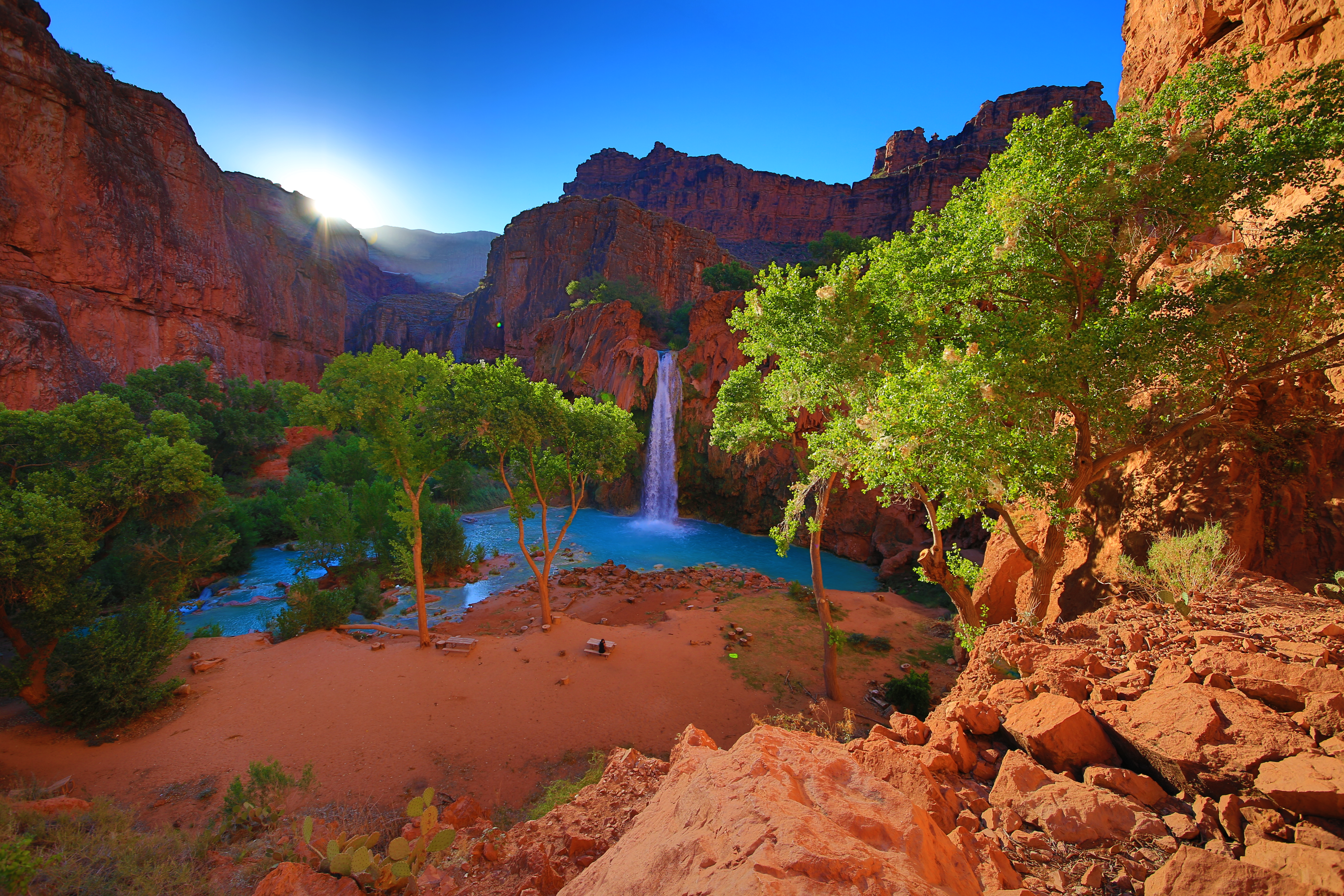
Die Havasu Falls vom Wanderweg aus gesehen.

Der insgesamt bis zu 30 Meter hohe konstruktive Wasserfall ist der zweithöchste am Havasu Creek. Er liegt unmittelbar unterhalb der Navajo Falls auf rund 930 Meter Höhe – 2,4 Kilometer nordwestlich von Supai entfernt. Er befindet sich im Stammesgebiet der Havasupai innerhalb der Havasupai Indian Reservation. Unmittelbar unterhalb des Wasserfalls mündet von rechts der Carbonate Canyon ein.
Im Bereich des Wasserfalls gibt es etwa 400 Meter unterhalb auf der linken Flussseite einen kleinen Campingplatz (Havasupai Campground), Toiletten, zahlreiche Picknicktische, ein Rangerbüro (Havasupai Campground Rangers Office) sowie eine kleine Quelle (Fern Spring). Der Wanderweg in den Havasu Canyon beginnt am Hualapai Hilltop und ist etwa 15 Kilometer lang. Er führt durch den Hualapai Canyon und liegt zum großen Teil im vollen Sonnenlicht. Es ist daher dringend notwendig, sich entsprechend auf das semiaride Klima, gerade im Sommer, gut vorzubereiten.

### Überschwemmungen

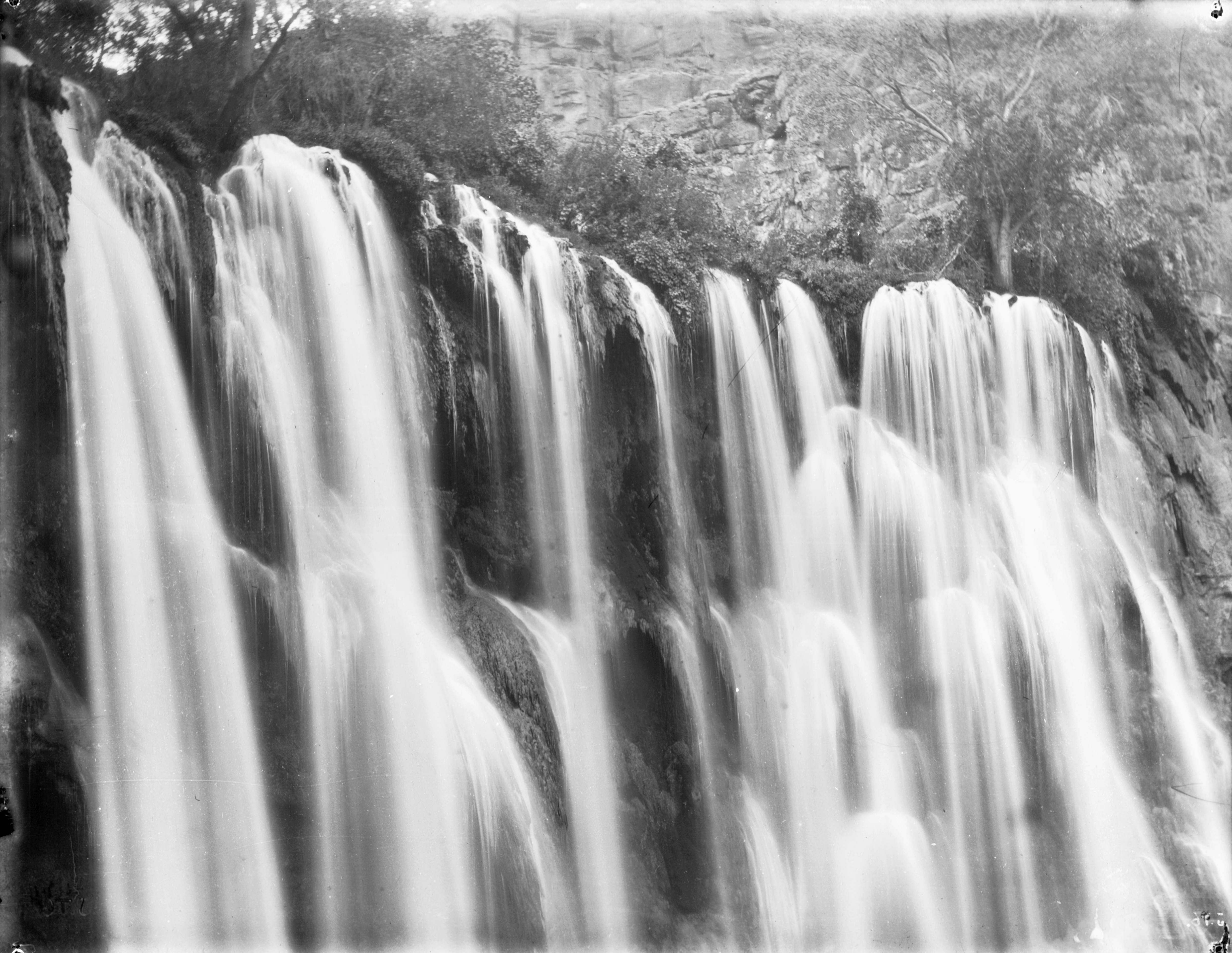
Die Bridal Veil Falls um 1900

Aufgrund von Überschwemmungereignissen (Sturzfluten) waren die Fallkante und das Auffangbecken (Tosbecken) der Havasu Falls ständigen Veränderungen unterworfen und wurden auch mehrmals drastisch umgestaltet. Vor dem Überschwemmungsereignis von 1910 ergoss sich der Havasu Creek noch schichtartig über die knapp 100 Meter breite Fallkante und wurde deswegen damals als Bridal Veil Falls (Brautschleierfälle) bezeichnet. Ab 1910 entstand dann eine 9 Meter tiefe Einkerbung im Travertin, die im Laufe der Zeit ihre Position wechselte. Zur Zeit stürzen die Wassermassen in einem einzigen Strahl hinab, vorher (1994) waren jedoch noch zwei oder auch mehrere Überläufe vorhanden.
Das Auffangbecken wurde ebenfalls schwer in Mitleidenschaft gezogen und ist jetzt stark in seiner Ausdehnung reduziert. Bis zum katastrophalen Flutereignis im Jahr 2008 hatte sich eine gestaffelte Abfolge kleinerer terrassenförmiger Becken herausgebildet, welche talabwärts von einem Saum aus Travertin abgeschlossen wurden. Sämtliche Becken wurden durch die Flut von 2008 vollkommen zerstört. Ähnlich zerstörerisch war aber bereits die Flut von 1905 gewesen, auch sie hatte das Auffangbecken deutlich verkleinert.
Überschwemmungsereignisse sind bekannt aus den Jahren 1899, 1904, 1905, 1910, 1920, 1921, 1928, 1935, 1954, 1955, 1970, 1990, 1992, 1993, 2008 und 2010. Sie wurden mehrheitlich von schweren Sommergewittern verursacht, untergeordnet auch von frontalen Wetterlagen im Winter.

## Geologie
Der Wasserfall der Havasu Falls ist aus holozänen bis pleistozänen Travertinablagerungen erbaut, welche Redwall Limestone auflagern. Die steilen  Seitenwände des Havasu Canyons bestehen hier aus roten Gesteinen der Supai Group. Sie werden von der Plattform des Esplanade Sandstones abgedeckt. Das anstehende Schichtpaket fällt mit 3 Grad nach Westsüdwest ein. Die Fälle befinden sich in unmittelbarer Nähe der Cataract Syncline – der Muldenachse des Havasu Downwarp.

## Sonstiges
Die Havasu Falls sind sowohl Schauplatz im 2007 erschienenen US-amerikanischen Actionfilm Next mit Nicolas Cage, Julianne Moore und Jessica Biel in den Hauptrollen als auch im Musikvideo Spirit der US-amerikanischen R&B- und Pop-Sängerin Beyoncé.